# Miguel Francis
Miguel Francis (ur. 28 lutego 1995 na Montserracie) – brytyjski lekkoatleta specjalizujący się w biegach sprinterskich.
Na skutek wybuchu wulkanu Soufrière Hills przeniósł się z rodziną z będącego częścią zamorskich terytoriów Wielkiej Brytanii Montserratu na Antiguę i Barbudę, w barwach której występował na początku kariery. W 2017 roku dostał pozwolenie na reprezentowanie Wielkiej Brytanii na międzynarodowych zawodach.

## Kariera
Na międzynarodowej imprezie rangi mistrzowskiej zadebiutował w 2013, odpadając w eliminacjach panamerykańskiego czempionatu juniorów. Brązowy medalista mistrzostw Ameryki Środkowej i Karaibów juniorów w biegu na 200 metrów (2014). W tym samym roku wszedł w skład antiguańsko-barbudzkiej sztafety 4 × 100 metrów, która zajęła 7. miejsce na igrzyskach Wspólnoty Narodów. Szósty zawodnik igrzysk panamerykańskich (2015). W tym samym roku startował na mistrzostwach świata w Pekinie, podczas których osiągnął półfinał biegu na 200 metrów, a wraz z kolegami z reprezentacji zajął 6. miejsce w sztafecie 4 × 100 metrów.
Złoty medalista mistrzostw Antigui i Barbudy.

### Osiągnięcia
| Rok                              | Impreza                                     | Miejsce        | Konkurencja             | Lokata     | Wynik |
| -------------------------------- | ------------------------------------------- | -------------- | ----------------------- | ---------- | ----- |
| Reprezentacja: Antigua i Barbuda |                                             |                |                         |            |       |
| 2013                             | Mistrzostwa panamerykańskie juniorów        | Medellín       | bieg na 200 metrów      | eliminacje | 21,11 |
| 2014                             | Mistrzostwa Ameryki Śr. i Karaibów juniorów | Morelia        | bieg na 200 metrów      | 3. miejsce | 21,00 |
| 2014                             | Mistrzostwa świata juniorów                 | Eugene         | bieg na 200 metrów      | półfinał   | 21,29 |
| 2014                             | Igrzyska Wspólnoty Narodów                  | Glasgow        | sztafeta 4 × 100 metrów | 7. miejsce | 40,45 |
| 2015                             | Igrzyska panamerykańskie                    | Toronto        | bieg na 200 metrów      | 6. miejsce | 20,20 |
| 2015                             | Igrzyska panamerykańskie                    | Toronto        | sztafeta 4 × 100 metrów | –          | DQ    |
| 2015                             | Mistrzostwa świata                          | Pekin          | bieg na 200 metrów      | półfinał   | 20,14 |
| 2015                             | Mistrzostwa świata                          | Pekin          | sztafeta 4 × 100 metrów | 6. miejsce | 38,61 |
| 2016                             | Igrzyska olimpijskie                        | Rio de Janeiro | bieg na 200 metrów      | eliminacje | DNS   |
| Reprezentacja: Wielka Brytania   |                                             |                |                         |            |       |
| 2019                             | Mistrzostwa świata                          | Doha           | bieg na 200 metrów      | półfinał   | DNS   |

## Rekordy życiowe
- bieg na 100 metrów – 10,28 (2015)
- bieg na 200 metrów – 19,88 (2016) rekord Antigui i Barbudy
- bieg na 400 metrów – 46,48 (2017)

29 sierpnia 2015 w Pekinie biegł na ostatniej zmianie antiguańsko-barbudzkiej sztafety 4 × 100 metrów, która z wynikiem 38,01 ustanowiła aktualny rekord kraju w tej konkurencji.